# Steve Barton
Steve Barton (Steven Neal Barton; * 26. Juni 1954 in Hot Springs, Arkansas, USA; † 21. Juli 2001 in Bremen, Deutschland) war ein US-amerikanischer Schauspieler, Sänger, Tänzer, Musicaldarsteller, Choreograf, Regisseur und Lehrer.

## Leben
Steven Neal Barton wurde in Hot Springs (Arkansas) als jüngstes von drei Kindern seiner Eltern, Tom und Mary Barton, geboren. Er wuchs in Nederland, Texas auf. Später bekam er ein dreifaches Stipendium der Universität von Texas in Austin, wo er Schauspiel, Tanz und Gesang studierte. Während dieser Zeit trat er in über 30 Produktionen der Universität und mit dem Ballett von Austin auf. Nach dem erfolgreichen Universitätsabschluss ging er nach Europa. Steve Barton bekam seine erste Anstellung in St. Gallen in der Schweiz und spielte danach an führenden Theaterhäusern in der Schweiz, in Deutschland und in Österreich, vorwiegend in Hauptrollen von Uraufführungen.
Steve Barton spielte Hauptrollen in West Side Story, Godspell, Romeo and Juliet, The Fantasticks, Die Dreigroschenoper, Oklahoma!, Jesus Christ Superstar, Evita, Guys and Dolls und Camelot, bevor er die Rolle des Munkustrap (Dance Capitan) in Österreich, in der Original Wiener Besetzung von Cats, im Theater an der Wien übernahm.
Am Theater des Westens in Berlin spielte er Rollen in Guys and Dolls, Jesus Christ Superstar (als Jesus) und La cage aux folles (als Jean Michel und Albin/Zaza) sowie die Rolle des Robert in Company. Die Choreografin Gillian Lynne holte Steve Barton aus Berlin nach London und empfahl ihn für Andrew Lloyd Webbers Welt-Uraufführung von The Phantom of the Opera. In diesem Musical kreierte er die Rolle des Raoul, Vicomte de Chagny und wechselte sich mit Michael Crawford in der Rolle des Phantoms ab.
Steve Barton kam 1996 – nach einer Zeit von mehr als zwölf Jahren – nach Wien zurück, um am Raimundtheater die Hauptrolle des Biests in Disneys Die Schöne und das Biest von Ethan Freeman zu übernehmen. Danach kreierte er, ebenfalls am Raimundtheater, die Hauptrolle des Graf von Krolock in der Welt-Uraufführung von Jim Steinmans deutschsprachigem Musical Tanz der Vampire. Diese Rolle brachte ihm 1998 die Auszeichnung IMAGE (International Music Award, Germany) ein. Im Jahr 1997 konnte Steve Barton in der Rolle des Graf von Krolock außerdem sein 30-jähriges Bühnenjubiläum feiern. Er spielte den Graf von Krolock vom 4. Oktober 1997 bis 17. Januar 1999. Tanz der Vampire war gleichzeitig das letzte Musical, in dem Steve Barton auf der Bühne stand. Barton sollte danach in Berlin als Frollo in Der Glöckner von Notre Dame auf der Bühne stehen, musste diese Rolle aber wegen seiner Problemen mit dem Knie absagen. Ab Juni 2001 sollte er im Musical Jekyll & Hyde im Musical Theater Bremen die Rolle des Dr. Jekyll/Mr. Hyde verkörpern, stieg aber wegen neuerlicher gesundheitlicher Gründe noch vor seiner Premiere aus dem Vertrag aus.
Barton war seit 1978 mit der Tänzerin und Choreografin Denny Berry verheiratet, die er während des Studiums kennengelernt hatte. Das Ehepaar hat einen Sohn, der 1984 in Wien geboren wurde. Steve Barton und Denny Berry hatten eine Stiftung an der Universität von Texas inne, welche nach ihnen benannt war. Steve Barton war auch Ehrenvorsitzender für die Steadman/Hawkins-Sportmedizin-Stiftung und ein Ehrenaufsichtsratsmitglied für Bildung an der Universität von Texas in Austin.
Steve Barton starb am  21. Juli 2001 im Alter von 47 Jahren an einer Herzinsuffizienz. Seine Asche wurde im August 2001 in seiner Heimat in Texas beigesetzt.

## Produktionen

### Broadway
- 1988 bis 1990: Das Phantom der Oper, Original Cast, als Raoul und als Phantom (von März bis Oktober 1990)
- 1993: The Red Shoes, als Boris Lermontov

### Off-Broadway
- 1983/84: Cats (Wien, als Munkustrap (Dance Capitan))
- 1986: Company (Berlin, als Robert)
- 1986: The Phantom of the Opera (als Phantom wechselweise mit Michael Crawford und als Raoul)
- 1991/92: Anastasia Affaire, (als Prince Paul)
- 1992: Six Wives, (als Henry VIII.)
- 1993: Der Glöckner von Notre-Dame, (als Quasimodo)
- 1996/97: Die Schöne und das Biest, Wien, (als Biest)
- 1997–1999: Tanz der Vampire, Wien, (als Graf von Krolock)

### Regional
- 1990/91: Phantom of the Opera, Los Angeles, (als Raoul)
- 1994: Kiss Me, Kate, (als Fred Graham und Petruchio)

ebenfalls noch regional: Goodspeed Opera House, CT, Stephen Sondheims Sweeney Todd als Sweeney Todd, Januar/Februar 1996 in Pittsburgh, 1996 Mirette, als Bellini in Chester, Connecticut, und  Nick Cameron, alias der Graf von Luxemburg in LET’S DO IT!, einer neuen A. R. Gurney Show mit Musik und Texten von Cole Porter, welche als Workshop am Long Wharf Theater, New Haven, CT, im April und Mai 1996 aufgeführt wurde.

### Fernsehen (Gastrollen)
- 1992: Tatort, als FBI Agent Mike Haller in der Folge Kinderspiel (ORF-Produktion). Für diese Folge erhielten Peter Zingler und Oliver Hirschbiegel im Jahr 1993 den Adolf-Grimme-Preis mit Bronze.
- 1994: The Young and the Restless
- 1994/95: Another World (als Bailey Thompson)

## Diskografie
- 1983: Cats (Original Wien Cast, als Munkustrap)
- 1985: Meisterstücke (zwei Duette mit Angelika Milster)
- 1987: Highlights from The Phantom of the Opera (Original London Cast, als Raoul)
- 1987: Gesamtaufnahme The Phantom of the Opera (Original London Cast, als Raoul)
- 1988: Show Boat, (als Steve Baker)
- 1991: Cole Porter Centennial Gala Concert
- 1995: Living Water (mit Mutter Teresa und mit Brian Sutherland)
- 1998: Anastasia – The Musical (als Prince Paul)
- 1998: Highlights aus Tanz der Vampire (Original Wien Cast, als Graf von Krolock)
- 1998: Gesamtaufnahme Tanz der Vampire (Original Wien Cast, als Graf von Krolock)
- 2009: Only For A While (beinhaltet 14 bisher nicht auf Tonträgern erschienene Songs)
- 2010: ENCORE – The Private Collection (beinhaltet 22 digital überarbeitete, bisher nicht auf Tonträgern erschienene Songs, sowie Bonusmaterial) – offizielles Erscheinungsdatum: 10. Mai 2010